# Пардью, Алан
А́лан Скотт Па́рдью (англ. Alan Scott Pardew; родился 18 июля 1961) — английский футболист, выступал на позиции опорного полузащитника. После окончания игровой карьеры стал тренером.
Пардью трижды доходил до финала Кубка Англии: как игрок в составе «Кристал Пэлас» в 1990 году и как тренер вместе с «Вест Хэм Юнайтед» в 2006 году и с «Кристал Пэлас» в 2016 году, но выиграть старейший футбольный трофей Пардью не удалось.

## Игровая карьера

### Ранние годы
Пардью начал играть в футбол в полупрофессиональной команде «Уайтлиф», параллельно с игрой в футбол Алан работал стекольщиком и таксистом. Затем Пардью перешёл в другой полупрофессиональный клуб — «Эпсом-энд-Юэлл», но вскоре, чтобы больше заработать себе на жизнь Пардью взял шестимесячный отпуск и уехал на Средний Восток. После окончания работы Алан вернулся в футбол в клуб «Коринтиан-Кэжуалз», позже он присоединился к составу «Далидж Хэмлет», который тренировал Билли Смит — бывший тренер «Кэжуалз». Показывая блестящую игру в полузащите, Пардью пригласили в «Йовил Таун», выступавший тогда в седьмом по значимости дивизионе. В Йовиле Пардью отыграл один сезон. Всё это время он продолжал работать стекольщиком.

### «Кристал Пэлас»
В 1987 году Смит порекомендовал Пардью Стиву Коппеллу — тогдашнему тренеру «Кристал Пэлас», когда Коппелл попросил Смита посоветовать ему мощного опорного полузащитника. Рон Нодс, президент «орлов» в то время, заплатил 7500 фунтов стерлингов за него, но Пардью по-прежнему не был уверен, что полный рабочий день в профессиональном футболе был хорошей идеей. 

Остекление было хорошей, высокооплачиваемой работой в те дни, мой переход в «Кристал Пэлас» стоил мне многих денег. Нодс платил мне мусор — 400 фунтов в неделю.— Алан Пардью делится воспоминаниями в одном из интервью
«Кристал Пэлас» на тот момент выступал во втором дивизионе — второй по значимости футбольной лиге Англии. В сезоне 1988/89 Пардью вместе с командой вышел в первый дивизион после победы над «Блэкберн Роверс» в плей-офф. Спустя год «Кристал Пэлас» начал победно шествовать в кубке Англии. Попав в полуфинал на «Ливерпуль» «орлы» в дополнительное время переиграли «красных» — 4:3, а Пардью забил четвёртый, победный гол. В финале лондонцы в переигровке проиграли «Манчестер Юнайтед» 0:1. Пардью отыграл в обоих матчах, но не смог спасти команду от проигрыша. Отыграв ещё один сезон за «Кристал Пэлас» Пардью ушёл из команды, перед этим выиграв Кубок полноправных членов.
За 5 лет игры за «стекольщиков» Алан сыграл 150 матчей в различных турнирах, в которых забил 12 мячей.

### «Чарльтон Атлетик»
Пардью переехал в «Чарльтон Атлетик» в ноябре 1991 года и стал лучшим бомбардиром «Чарльтона» в сезоне 1992/93 с десятью мячами. На протяжении всей игры за «Эддикс» они находились в первом дивизионе — уже второй по значимости лиге. В 1995 году Пардью был отдан в аренду в «Тоттенхэм Хотспур». За «шпор» Алан провёл всего четыре матча, и все — на Кубок Интертото. На этом турнире «Тоттенхэм» потерпел своё самое крупное поражение в истории в игре против немецкого «Кёльна» — 8:0.
Проведя 125 матчей и забив 26 мячей, Алан Пардью покинул «Чарльтон».

### Играющий тренер. Завершение карьеры
Затем Пардью переехал в «Барнет», который в ту пору выступал в третьем дивизионе — четвёртой по значимости лиге. Главным тренером команды был Терри Балливант. Параллельно с игрой за основную команду Пардью тренировал резервную команду, а после ухода Балливанта Алан Пардью стал играющим тренером. «Барнет» занимал места в середине таблицы два сезона подряд, но в сезоне 1997/98 «пчёлы» заняли седьмое место, дающее право играть в плей-офф. Там «Барнет» проиграл в полуфинале «Колчестер Юнайтед». После этого Алан покинул команду и перешёл в «Рединг», тренером которого был Терри Балливант. По ходу сезона 1997/98 Балливант был уволен из-за неудовлетворительных результатов. Не сыграв ни одного матча за «Рединг», в возрасте 37 лет, Пардью стал исполняющим обязанности главного тренера.

## Тренерская карьера

### «Рединг»
Первый опыт на тренерском поприще Пардью в качестве главного тренера пришёлся на март 1998 года, когда он был назначен исполняющим обязанности главного тренера после увольнения Балливанта. После назначения Томми Бернса Алан остался в клубе в качестве тренера резервной команды до конца сезона 1998/99, до тех пор пока «Рединг» не расформировал свою резервную команду. Вскоре Пардью был назначен главным тренером клуба.

### «Ньюкасл Юнайтед»
6 декабря 2010 года Крис Хьютон был уволен с поста главного тренера «Ньюкасл Юнайтед». Через три дня руководство «сорок» подтвердило, что Пардью стал новым главным тренером клуба и подписал контракт на пять с половиной лет.
Дебют Пардью в новой должности пришёлся на домашний матч с «Ливерпулем», который «сороки» выиграли 3:1.
Второй матч под руководством Алана «Ньюкасл» проиграл: 1:3 — от «Манчестер Сити».
8 января «Ньюкасл» вышел на матч Кубка Англии против «Стивениджа» из четвертого дивизиона и сенсационно уступил 1:3.
В 23-м туре «Ньюкасл» встречался с «Сандерлендом». В начале второго тайма Кевин Нолан открыл счёт, но на четвёртой добавленной минуте новобранец «мэкемс» Асамоа Гьян свёл матч к ничьей.
5 февраля на «Сент-Джеймс Парк» «черно-белые» провели одну из самых запоминающихся игр последних лет. Уступая после первого тайма «Арсеналу» 0:4, «сороки» неожиданно нашли в себе силы отыграться и были близки к тому, чтобы нанести «канонирам» второе поражение в чемпионате. Дважды ворота соперника с пенальти поразил Джои Бартон, также по голу «заработали» Леон Бест и Шейк Тьоте.

### «Кристал Пэлас»
Дошёл до финала Кубка Англии в сезоне 2015/16, но проиграл «Манчестер Юнайтед» во главе с Луи Ван Галом со счётом 1:2 , победный гол забил на 110 минуте игрок МЮ Джесси Лингард. В декабре 2016 года руководство клуба приняло решение расстаться с Пардью из-за неудовлетворительных результатов команды.

## Личная жизнь
Пардью женат, его супругу зовут Тина, она родом из Швеции, у них есть две дочери.

## Статистика тренерской карьеры
| Команда              | Начало работы    | Окончание работы | Результаты | Результаты | Результаты | Результаты | Результаты |
| Команда              | Начало работы    | Окончание работы | И          | В          | Н          | П          | % побед    |
| -------------------- | ---------------- | ---------------- | ---------- | ---------- | ---------- | ---------- | ---------- |
| Рединг               | 13 октября 1999  | 10 сентября 2003 | 211        | 102        | 52         | 57         | 048,34     |
| Вест Хэм Юнайтед     | 20 октября 2003  | 11 декабря 2006  | 163        | 67         | 38         | 58         | 041,10     |
| Чарльтон Атлетик     | 24 декабря 2006  | 22 ноября 2008   | 90         | 28         | 26         | 36         | 031,11     |
| Саутгемптон          | 17 июля 2009     | 30 августа 2010  | 64         | 34         | 17         | 13         | 053,13     |
| Ньюкасл Юнайтед      | 9 декабря 2010   | 3 января 2015    | 185        | 71         | 41         | 73         | 038,38     |
| Кристал Пэлас        | 3 января 2015    | 22 декабря 2016  | 87         | 35         | 13         | 39         | 040,23     |
| Вест Бромвич Альбион | 29 ноября 2017   | 2 апреля 2018    | 21         | 3          | 5          | 13         | 014,29     |
| АДО Ден Хааг         | 24 декабря 2019  | 30 июня 2020     | 8          | 1          | 3          | 4          | 012,50     |
| ЦСКА (и. о.)         | 14 апреля 2022   | 1 июня 2022      | 7          | 2          | 3          | 2          | 028,57     |
| Арис                 | 14 сентября 2022 | 6 февраля 2023   | 21         | 9          | 3          | 9          | 042,86     |
| Всего                | Всего            | Всего            | 857        | 352        | 201        | 304        | 041,07     |

## Достижения

### Достижения в качестве игрока
«Кристал Пэлас»
- Финалист Кубка Англии: 1990
- Победитель плей-офф Второго дивизиона Футбольной лиги: 1989
- Обладатель Кубка полноправных членов: 1991

### Тренерские достижения
«Рединг»
- Вице-чемпион Второго дивизиона Футбольной лиги: 2001/02

«Вест Хэм Юнайтед»
- Финалист Кубка Англии: 2006
- Финалист плей-офф Чемпионата Футбольной лиги: 2004
- Победитель плей-офф Чемпионатa Футбольной лиги: 2005

«Саутгемптон»
- Обладатель Трофея Футбольной лиги: 2010

«Кристал Пэлас»
- Финалист Кубка Англии: 2016

#### Личные достижения
- Тренер сезона английской Премьер-лиги: 2011/12
- Тренер года в Англии по версии LMA: 2012
- Тренер месяца английской Премьер-лиги (3): февраль 2006, ноябрь 2013, ноябрь 2014